# Павлово (Млавський повіт)
Павлово (пол. Pawłowo) — село в Польщі, у гміні Шидлово Млавського повіту Мазовецького воєводства.
Населення — 140 осіб (2011).
У 1975-1998 роках село належало до Цехановського воєводства.

## Демографія
Демографічна структура станом на 31 березня 2011 року:
|          | Загалом | Допрацездатний вік | Працездатний вік | Постпрацездатний вік |
| -------- | ------- | ------------------ | ---------------- | -------------------- |
| Чоловіки | 73      | 21                 | 44               | 8                    |
| Жінки    | 67      | 20                 | 36               | 11                   |
| Разом    | 140     | 41                 | 80               | 19                   |